# Diego Fernández de Quiñones

Escudo del condado leonés de Luna

Diego Fernández de Quiñones (fallecido el 2 de noviembre de 1491) fue el VI señor y primer conde de Luna, título que asumió el 22 de febrero de 1462. Era hijo de Pedro de Quiñones y de Beatriz de Acuña, hija de Martín Vázquez de Acuña y de María de Portugal.

## Biografía
Diego Fernández de Quiñones, quien ostentaba el cargo de merino mayor de Asturias y del León, fue una de las figuras nobiliarias más influyentes durante el reinado de Juan II de Castilla. Consolidó su dominio territorial en el norte al tomar el alcázar de Oviedo en 1466, extendiendo así su influencia en el principado de Asturias. Este acto intensificó su rivalidad con la poderosa familia Osorio, que competía por el control del reino de León.
Su alianza política con el bando rebelde en Castilla le permitió obtener aún más poder, al apoyar en primera instancia al infante Alfonso de Castilla y, tras el fallecimiento de este, a la infanta Isabel, quien más tarde se convertiría en Isabel I de Castilla. Este respaldo estratégico lo consolidó como aliado de la futura reina y le otorgó una posición destacada en la corte castellana.
Además de sus logros políticos, Diego mantuvo una prolongada disputa con su primo Diego de Quiñones y Tovar, caballero de la Orden de Santiago e hijo de Suero de Quiñones, célebre por su participación en el Paso Honroso. La disputa entre ambos se centró en la posesión de los concejos de Cangas y Tineo, y las villas de Allande y Somiedo, territorios clave que pertenecían a su primo. Tras la muerte de Diego de Quiñones y Tovar, el conde de Luna se negó a reconocer a su hijo como legítimo heredero, lo cual motivó la intervención de los Reyes Católicos, quienes buscaban regular las sucesiones nobiliarias para reducir el poder de las grandes familias y consolidar la autoridad de la Corona.

## Matrimonio y descendencia
Diego Fernández de Quiñones contrajo matrimonio con Juana Enríquez de Guzmán, hija de Enrique Enríquez de Mendoza, I conde de Alba de Liste, y de María de Guzmán, perteneciente a un linaje de gran influencia en la Castilla medieval. Este matrimonio fortaleció las alianzas políticas de los Quiñones, incrementando su prestigio y ampliando sus dominios.
De esta unión nacieron varios hijos que continuaron las alianzas y el poder de la familia Quiñones en la Corona de Castilla:
- Bernardino Fernández de Quiñones y Enríquez, II conde de Luna, heredero del condado, se casó primero con Mencía de la Vega, señora de Castrillo, aunque el matrimonio fue anulado bajo acusaciones de incesto y adulterio. Posteriormente, contrajo segundas nupcias con Isabel Osorio, con quien tuvo descendencia.[4]

- Gaspar de Quiñones, sobre quien se sabe poco, pero que mantuvo sus vínculos familiares y pudo haber ocupado cargos menores en la administración castellana.[5]

- Enrique de Quiñones, con poca documentación sobre su papel en la familia, pero que, como muchos segundones, es posible que participara en la administración local o eclesiástica.[5]

- Antonio de Quiñones, un destacado personaje en la Guerra de las Comunidades de Castilla, actuó como procurador por León en la Junta de Comunidades.[6]

- Francisco de Quiñones, quien ingresó en la Orden Franciscana, donde adoptó el nombre Francisco de los Ángeles y alcanzó los títulos de cardenal y obispo de Coria.[4]

- Beatriz de Quiñones, casada con Pedro Álvarez Osorio, II marqués de Astorga, fortaleciendo así la alianza entre los Quiñones y los Osorio, una de las familias más influyentes en el noroeste peninsular.[7]

- María de Quiñones, casada con Ramiro Núñez de Guzmán, señor del condado de Porma y la villa de Toral, lo que vinculó a los Quiñones con los Guzmán, otra familia de la alta nobleza leonesa.[8]

- Leonor de Quiñones, dama de la reina Isabel la Católica, se casó con Pedro Núñez de Guzmán y Osorio, comendador mayor de la Orden de Calatrava, de la casa de los señores de Toral, consolidando alianzas entre casas nobiliarias de relevancia en Castilla.[9]

- Francisca de Quiñones, ingresó en el Monasterio de Santa Clara (Palencia), reflejando la costumbre de destinar a una de las hijas a la vida religiosa para consolidar la influencia de la familia en el ámbito eclesiástico.[5]

- Juana de Quiñones, de quien se conocen pocos datos, posiblemente mantuvo lazos en la red de alianzas familiares y pudo haber tenido un papel en las conexiones nobiliarias locales.[10]